# Leucadendron rubrum
Leucadendron rubrum är en tvåhjärtbladig växtart som beskrevs av Nicolaas Laurens Nicolaus Laurent Burman. Leucadendron rubrum ingår i släktet Leucadendron och familjen Proteaceae. Inga underarter finns listade i Catalogue of Life.